# Worle (stacja kolejowa)
Worle – stacja kolejowa w Worle północnym przedmieściu miasta Weston-super-Mare w hrabstwie Somerset na linii kolejowej Bristol - Exeter, 26 km od stacji Bristol Temple Meads. Stacja pozbawiona sieci trakcyjnej.

## Ruch pasażerski
Stacja obsługuje ok. 138 564 pasażerów rocznie (dane za rok 2007). Posiada bezpośrednie połączenia z Bristolem, Taunton, Plymouth i Exeterem. Pociągi odjeżdżają ze stacji w odstępach godzinnych w każdą stronę.

## Obsługa pasażerów
Automat biletowy, przystanek autobusowy, parking na 180 miejsc samochodowych i 30 rowerowych.